# Let's Face the Music and Dance
Let's Face the Music and Dance est une chanson dont la musique et les paroles ont été composées en 1936 par le compositeur américain Irving Berlin pour le film Follow the Fleet (En suivant la flotte), où la chanson fait l'objet d'un célèbre duo de danse avec Fred Astaire et Ginger Rogers.
La chanson est devenue un standard de jazz et a été reprise par de grands noms comme Doris Day, Frank Sinatra, Ella Fitzgerald, Shirley Bassey, Nat King Cole, Julien Clerc et Cheryl Bentyne.

## Description

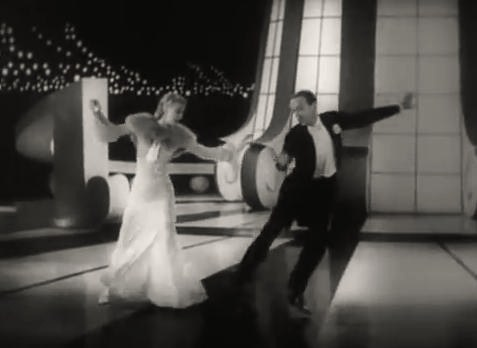
Ginger Rogers et Fred Astaire dans Follow the Fleet.

Le répertoire de compositions hollywoodiennes de Berlin s'élargissait à l'époque, car il s'adaptait aux tendances et aux idées en vogue à Hollywood. Les débuts de Let's Face the Music and Dance en tant que chanson originale du film hollywoodien Follow the Fleet, ont signifié la popularisation du jazz, démontrant un exemple notable de jazz à l'écran.
Cette composition adhère aux conventions typiques du jazz des années 1930.
Ayant été composée en 1936, la chanson suit les syncopes et les nuances rythmiques du swing.
L'influence du jazz des années 1930 sur la chanson est évidente dans ses "caractéristiques idiomatiques", qui comprennent la présence simultanée de crochets mélodiques spécifiques et de rythmes syncopés.
Un tel genre permet une certaine souplesse dans l'expression créative.

## Versions notables

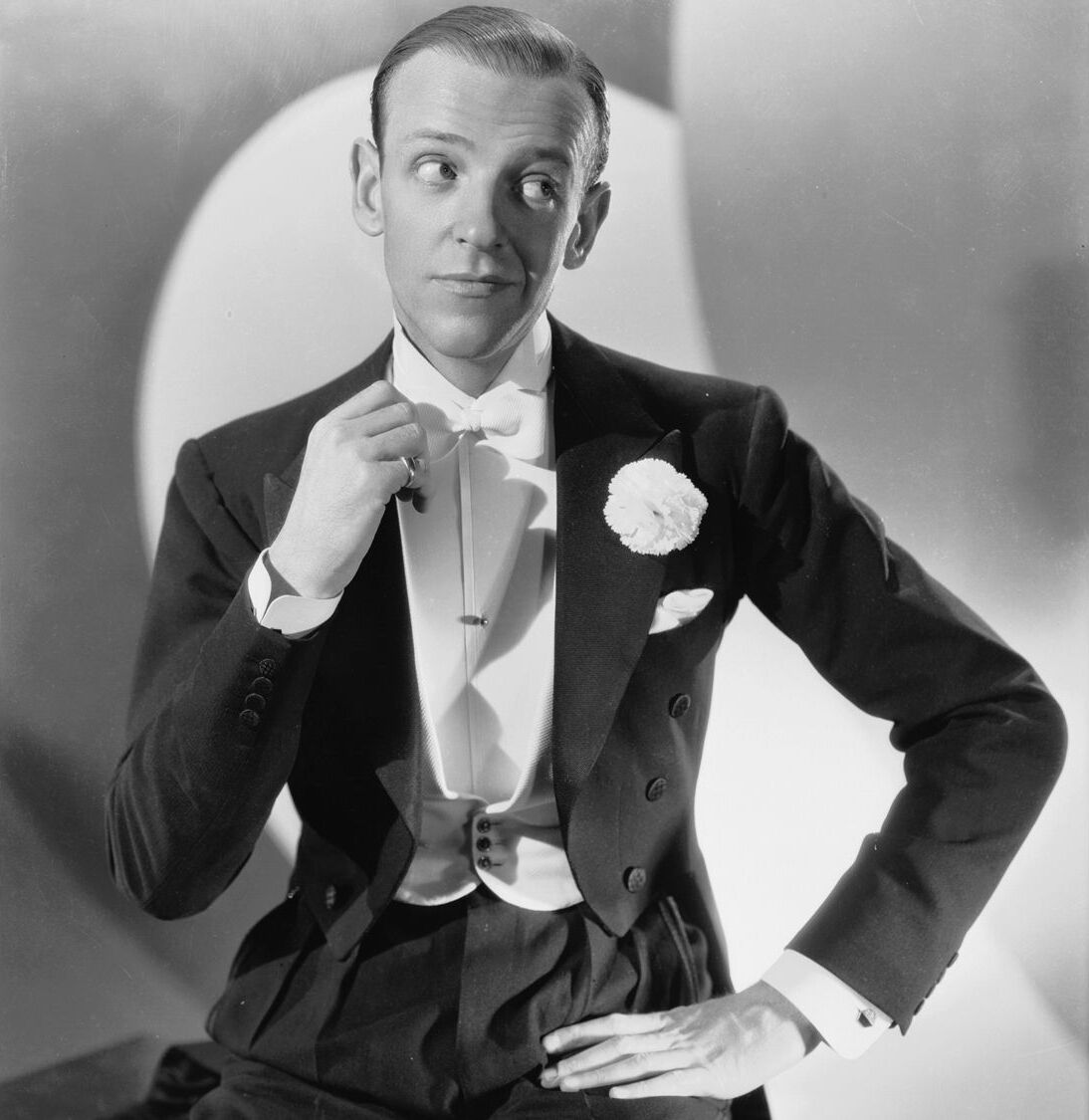
Fred Astaire.

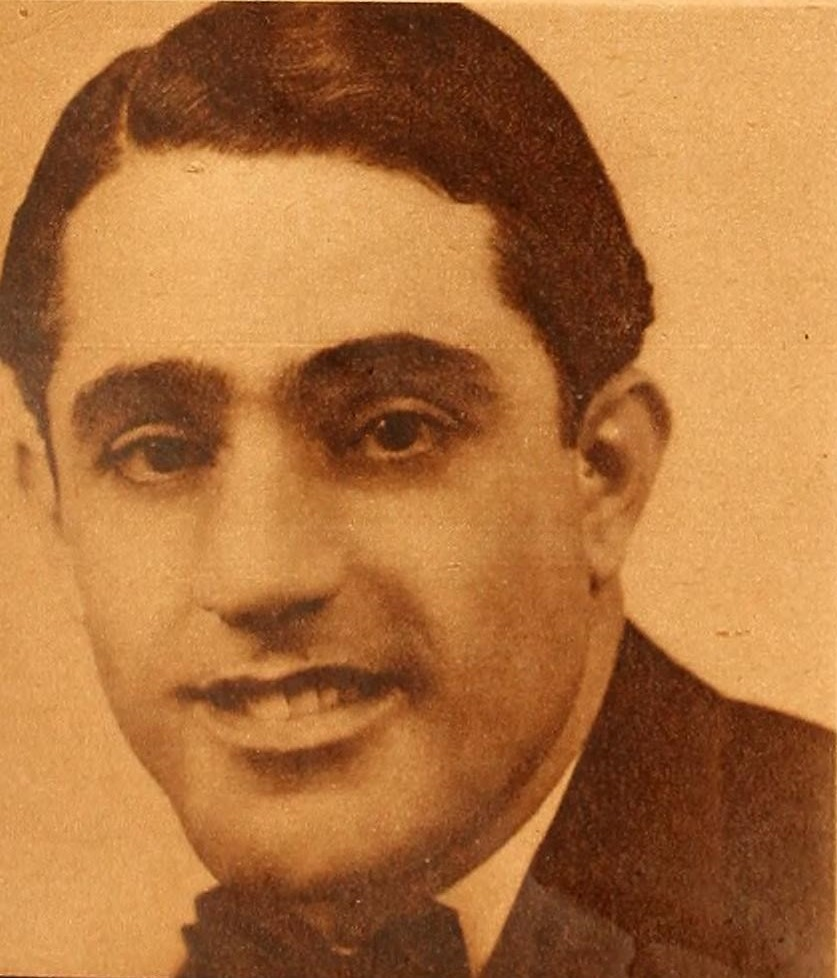
Al Bowlly.

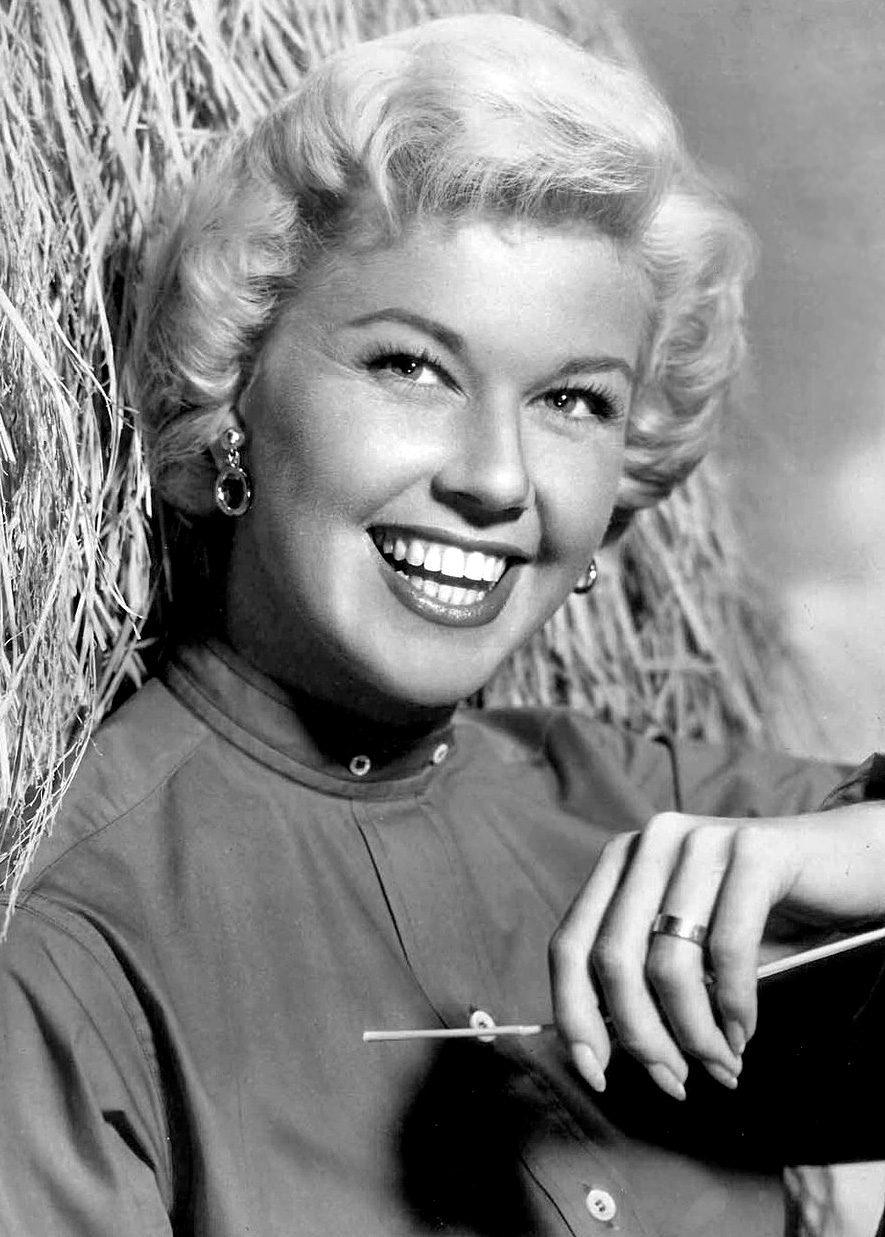
Doris Day.

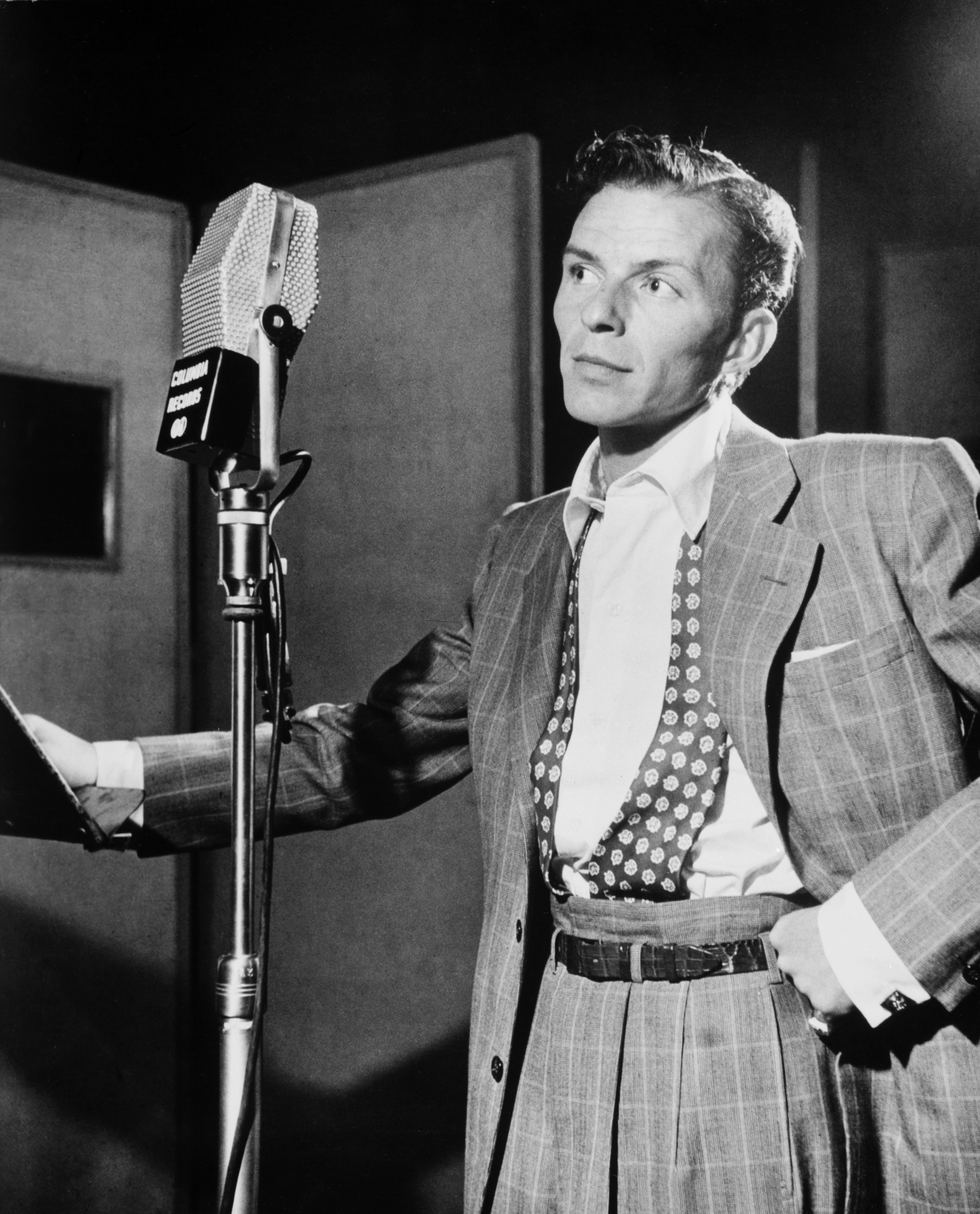
Frank Sinatra.

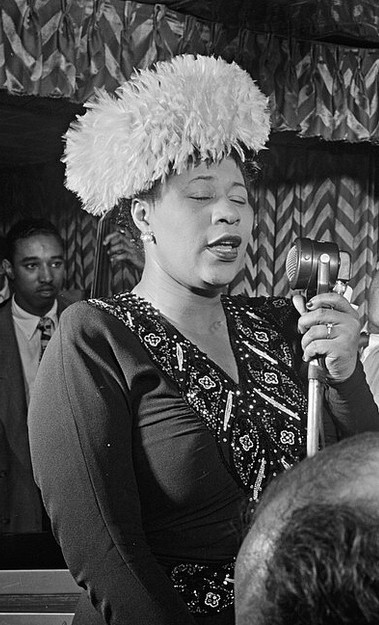
Ella Fitzgerald.

Douzième chanson la plus reprise de tous les enregistrements de l'année 1936, Let's Face the Music and Dance compte 194 versions et 2 adaptations depuis son premier enregistrement par Vincent Lopez et son orchestre le 21 janvier 1936. 

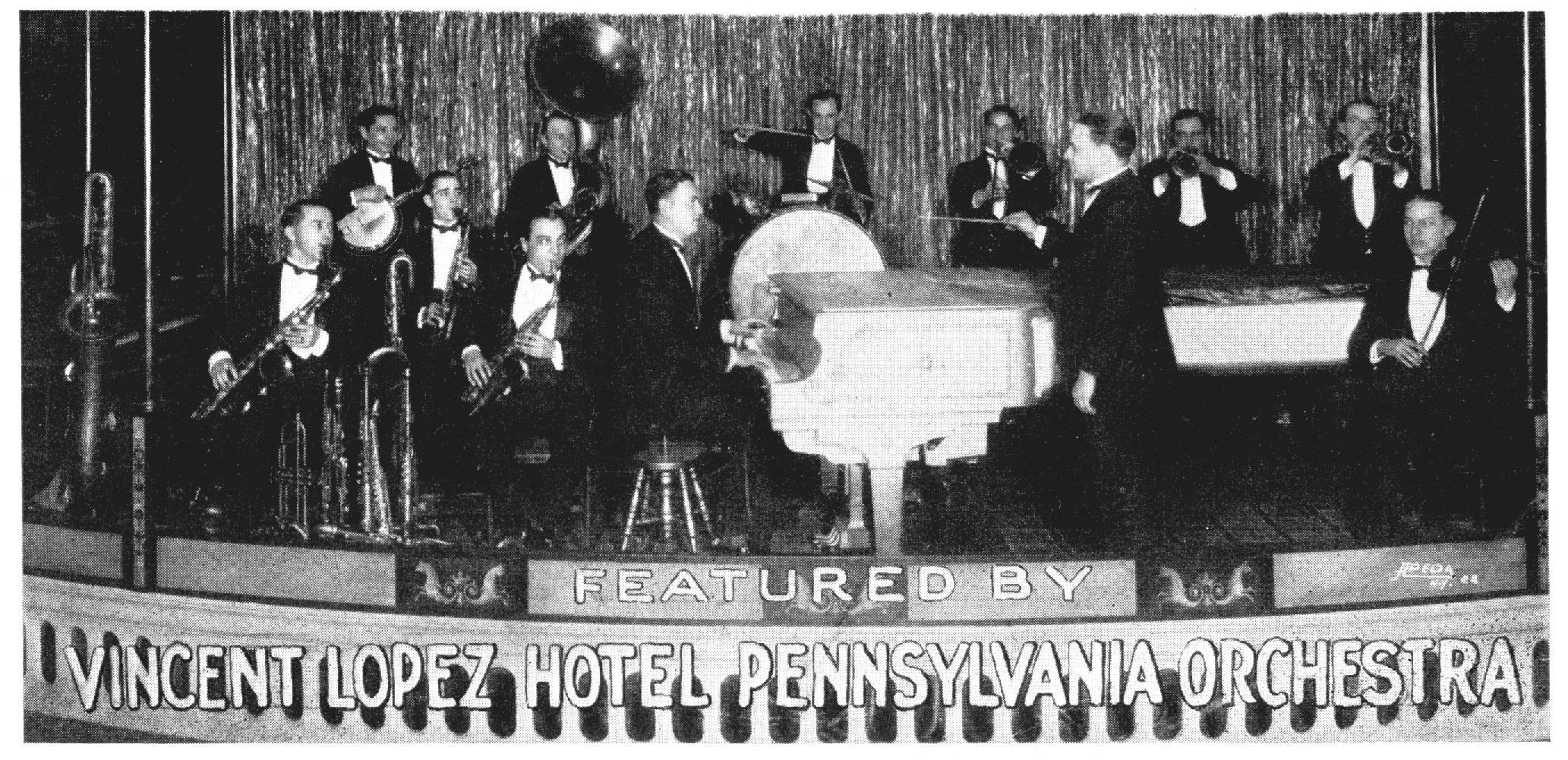
Vincent Lopez et son orchestre, les premiers à avoir enregistré Let's Face the Music and Dance.

Les versions à succès de la chanson réalisées en 1936 l'ont été par Fred Astaire et par Ted Fio Rito & son orchestre (voix de Stanley Hickman).
Le 23 janvier 1936, Al Bowlly enregistre une interprétation de la composition de Berlin à New York, au Studio 3, avec Bowlly comme chanteur ténor et le Ray Noble Orchestra comme groupe musical.
Urbie Green et son orchestre en reprennent une interprétation jazz au trombone comme première piste de l'album de 1958 portant le même titre que la chanson
L'actrice et chanteuse Doris Day, dans son album studio Hooray for Hollywood de 1958 avec Frank De Vol et son orchestre, rend hommage à Hollywood en reprenant divers tubes de jazz populaires du XXe siècle, dont Let's Face the Music and Dance.
Le chanteur Steve Lawrence a repris la composition de Berlin comme l'une des deux pistes de son disque vinyle sorti en 1960.
Frank Sinatra a repris la chanson de Berlin "Let's Face the Music and Dance", dans un genre plus pop-jazz, dans son album Ring-a-Ding-Ding! sorti en 1961 sur le label Reprise Records, dans une version arrangée par Johnny Mandel. Il a par ailleurs encore enregistré une reprise de la chanson en 1979.
Ella Fitzgerald a inclus cette chanson dans son album phare Ella Fitzgerald Sings the Irving Berlin Songbook paru sur le label Verve Records.
En 1962, Shirley Bassey a sorti un album studio intitulé Let's Face the Music, qui contenait une interprétation easy listening de Let's Face the Music and Dance.
L'interprétation swing de la chanson par Nat King Cole en 1964, dont l'album portait le titre de la chanson, a inspiré la reprise de celle-ci par de nombreux autres artistes, dont Diana Krall et Robbie Williams. Diana Krall a publié une reprise de la version de Nat King Cole, comme première chanson de son album When I Look in Your Eyes le 8 juin 1999. Robbie Williams a repris le titre environ une décennie plus tard, en 2001, dans son album Swing When You're Winning.
Le Clarke-Boland Big Band a enregistré un album intitulé Let's Face the Music dans le style d'un big band de jazz, avec une interprétation de Let's Face the Music and Dance de Berlin comme première piste de l'album.
En rendant hommage à son défunt père Nat King Cole, Natalie Cole reprend l'interprétation de son père de Let's Face the Music and Dance sur son album Stardust de 1996.
Susannah McCorkle publie en 1997 un album de reprises de compositions de Berlin dans un style folk et country, intitulé Let's Face the Music and Dance et qui reprend la chanson comme deuxième morceau.
En 2003, le chanteur français Maxime Le Forestier traduit les paroles en français : la chanson est interprétée par Julien Clerc sous le titre Laisse faire la musique et danse.
Let's Face the Music and Dance est repris en 2005 par Cheryl Bentyne sur le disque Let Me Off Uptown par lequel elle rend hommage à Anita O'Day que « la plupart des amateurs de jazz considèrent comme l'une des meilleures chanteuses que le genre ait pu offrir dans les années 1940 et 1950 »,,.
En 2013, le chanteur de musique country Willie Nelson reprend la composition de Berlin sur son album intitulé Let's Face the Music and Dance.
Dans son deuxième album sorti en 2019, Jeff Goldblum collabore avec Sharon Van Etten pour présenter une interprétation sulfureuse et jazzy de Let's Face the Music and Dance, comme premier single de l'album.

Interprètes de Let's Face the Music and Dance au XXIe siècle
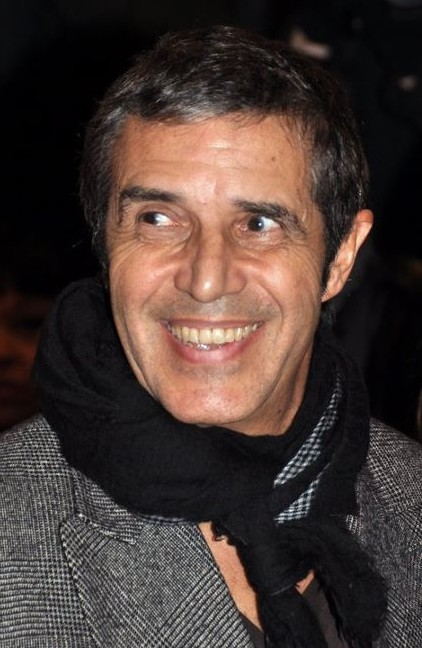
Julien Clerc.
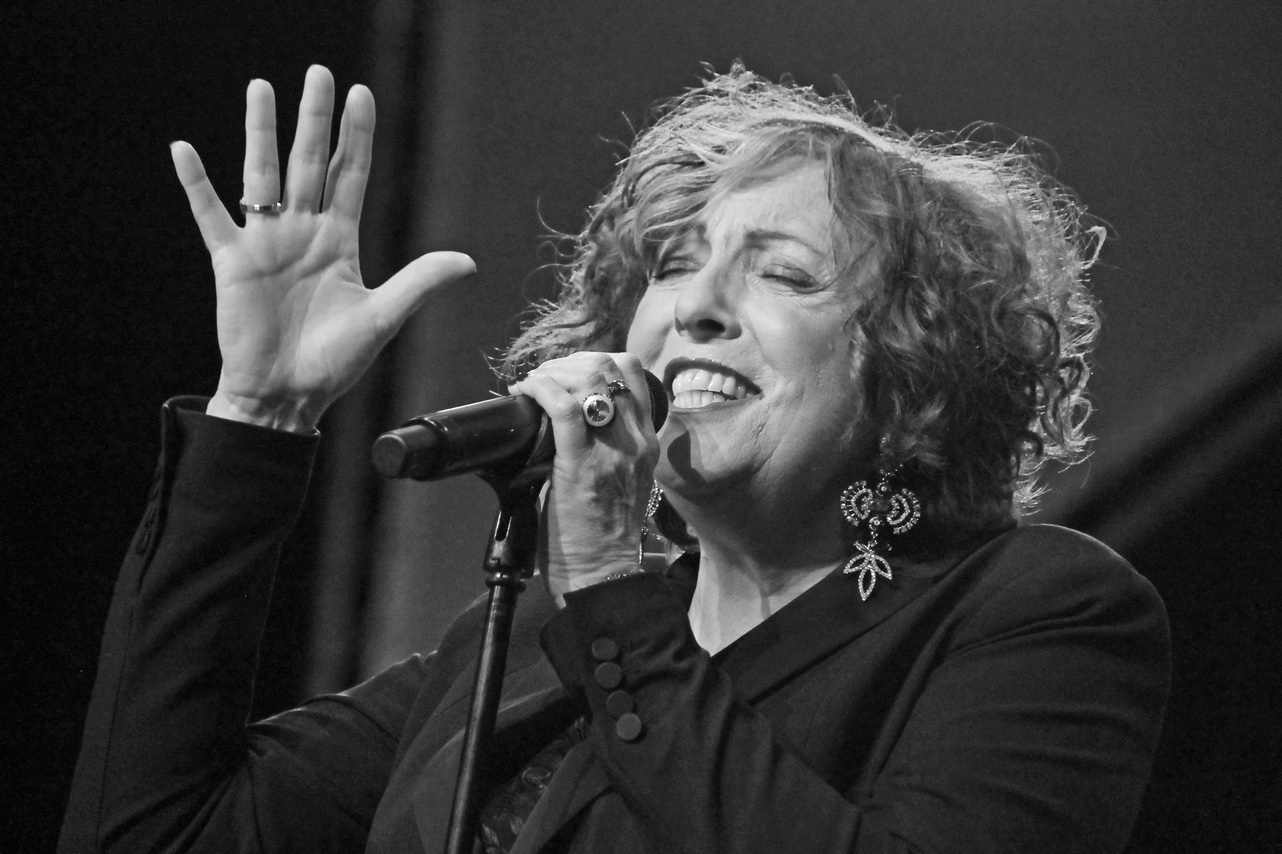
Cheryl Bentyne.
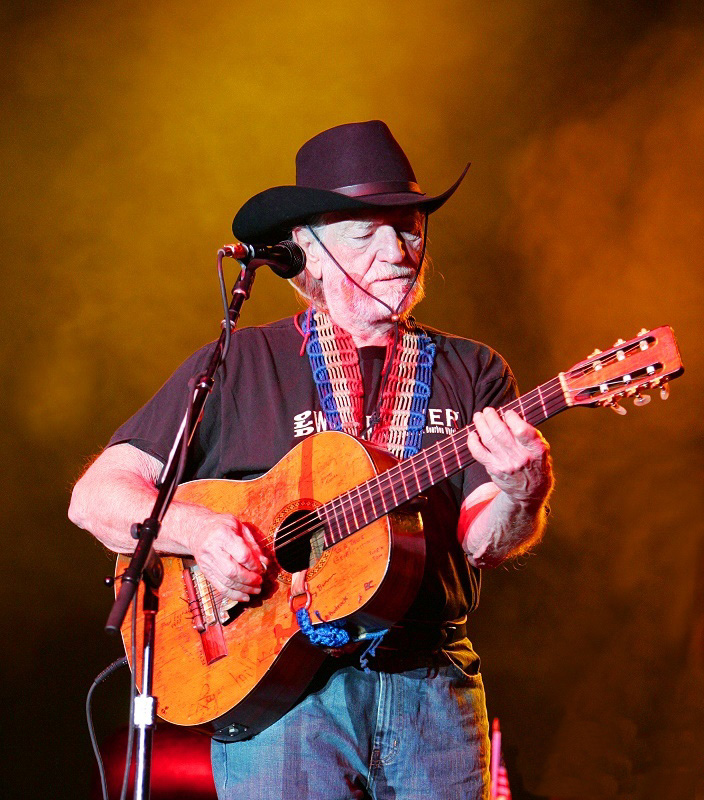
Willie Nelson.
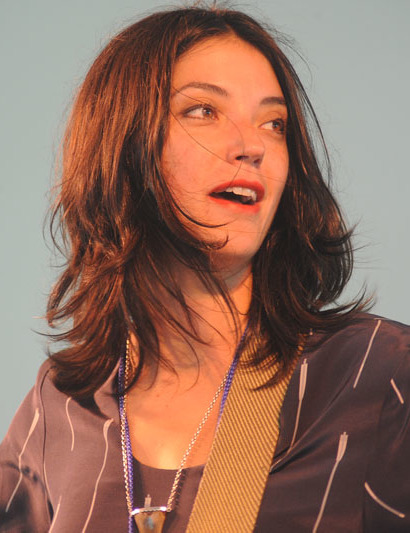
Sharon Van Etten.
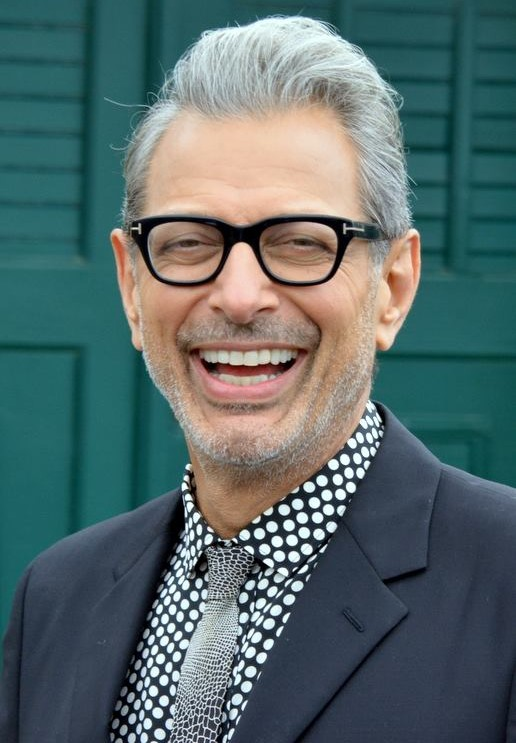
Jeff Goldblum.